# Lega Basket Serie A 2019-20
La Serie A 2019-20, conocida por motivos de patrocinio como Serie A PosteMobile fue la edición número 98 de la Lega Basket Serie A, la máxima competición de baloncesto de Italia. Comenzó el 25 de septiembre de 2019 y tendría que haber acabado la temporada regular el 26 de abril de 2020. En un principio la liga iba a constar de 18 equipos, dos más que la temporada anterior, pero debido a las dificultades económicas del Sidigas Avellino que no pudo hacer frente a la inscripción, el 12 de julio se decidió que fueran 17 los equipos que finalmente formarían la liga.
El 8 de marzo de 2020, el gobierno italiano detuvo la liga hasta el 3 de abril de 2020, debido a la pandemia de coronavirus en Italia. El 7 de abril de 2020, después de un mes de suspensión, la Federación Italiana de Baloncesto decidió oficialmente la temporada 2019-20, sin asignar un ganador. Se acordó, además, que no habría ascensos ni descensos.

## Equipos y localización
| Equipo                            | Sede          | Pabellón                  | Capacidad |
| --------------------------------- | ------------- | ------------------------- | --------- |
| Acqua S.Bernardo Cantù            | Cantù         | PalaBancoDesio (en Desio) | 6,700     |
| Alma Pallacanestro Trieste        | Trieste       | Allianz Dome              | 6,943     |
| AX Armani Exchange Milano         | Milán         | Mediolanum Forum          | 12,700    |
| Banco di Sardegna Sassari         | Sassari       | PalaSerradimigni          | 5,000     |
| Carpegna Prosciutto Basket Pesaro | Pesaro        | Adriatic Arena            | 10,323    |
| De' Longhi Treviso                | Treviso       | PalaVerde                 | 5,134     |
| Dolomiti Energia Trento           | Trento        | BLM Group Arena           | 4,360     |
| Germani Basket Brescia            | Brescia       | PalaLeonessa              | 5,200     |
| Grissin Bon Reggio Emilia         | Reggio Emilia | PalaBigi                  | 4,530     |
| Pompea Fortitudo Bologna          | Bolonia       | PalaDozza                 | 5,570     |
| New Basket Brindisi               | Brindisi      | PalaPentassuglia          | 3,534     |
| Openjobmetis Varese               | Varese        | Enerxenia Arena           | 5,100     |
| OriOra Pistoia                    | Pistoia       | PalaCarrara               | 4,000     |
| Segafredo Virtus Bologna          | Bologna       | PalaDozza                 | 5,570     |
| Umana Reyer Venezia               | Venecia       | Palasport Taliercio       | 3,506     |
| Vanoli Cremona                    | Cremona       | PalaRadi                  | 3,511     |
| Virtus Roma                       | Roma          | PalaLottomatica           | 11,200    |

## Temporada regular

### Clasificación
| Pos. | Equipo                            | PJ | G  | P  | PF   | PC   | DP   | Pts | Clasificación o descenso             |
| ---- | --------------------------------- | -- | -- | -- | ---- | ---- | ---- | --- | ------------------------------------ |
| 1    | Segafredo Virtus Bologna          | 20 | 18 | 2  | 1719 | 1500 | +219 | 38  | Clasificado para la EuroCup          |
| 2    | Banco di Sardegna Sassari         | 20 | 15 | 5  | 1703 | 1506 | +197 | 35  | Clasificado para la Champions League |
| 3    | Germani Basket Brescia            | 21 | 14 | 7  | 1707 | 1554 | +153 | 35  | Clasificado para la EuroCup          |
| 4    | AX Armani Exchange Milano         | 21 | 14 | 7  | 1687 | 1555 | +132 | 35  | Clasificado para la EuroLiga         |
| 5    | Happy Casa Brindisi               | 21 | 13 | 8  | 1776 | 1696 | +80  | 34  | Clasificado para la Champions League |
| 6    | Vanoli Cremona                    | 20 | 12 | 8  | 1627 | 1617 | +10  | 32  |                                      |
| 7    | Umana Reyer Venezia               | 21 | 11 | 10 | 1638 | 1582 | +56  | 32  | Clasificado para la EuroCup          |
| 8    | Pompea Fortitudo Bologna          | 21 | 11 | 10 | 1624 | 1670 | −46  | 32  | Clasificado para la Champions League |
| 9    | Dolomiti Energia Trento           | 21 | 11 | 10 | 1635 | 1665 | −30  | 32  |                                      |
| 10   | Openjobmetis Varese               | 19 | 9  | 10 | 1570 | 1522 | +48  | 28  |                                      |
| 11   | S.Bernardo-Cinelandia Cantù       | 20 | 9  | 11 | 1533 | 1580 | −47  | 29  |                                      |
| 12   | Grissin Bon Reggio Emilia         | 21 | 9  | 12 | 1741 | 1763 | −22  | 30  |                                      |
| 13   | De' Longhi Treviso                | 21 | 8  | 13 | 1620 | 1664 | −44  | 29  |                                      |
| 14   | Virtus Roma                       | 21 | 7  | 14 | 1639 | 1787 | −148 | 28  |                                      |
| 15   | OriOra Pistoia                    | 21 | 7  | 14 | 1559 | 1735 | −176 | 28  |                                      |
| 16   | Allianz Pallacanestro Trieste     | 21 | 6  | 15 | 1574 | 1690 | −116 | 27  |                                      |
| 17   | Carpegna Prosciutto Basket Pesaro | 20 | 1  | 19 | 1583 | 1849 | −266 | 21  |                                      |

 Fuente: LBA

#### Clasificación jornada a jornada
| Equipo ╲ Jornada                  | 1                        | 2  | 3  | 4  | 5  | 6  | 7  | 8  | 9  | 10 | 11    | 12 | 13 | 14 | 15 | 16 | 17 | 18 | 19 | 20 | 21 | 22 | 23 | 24 | 25 | 26 | 27 | 28 | 29 | 30 | 31 | 32 | 33 | 34 |  |
| --------------------------------- | ------------------------ | -- | -- | -- | -- | -- | -- | -- | -- | -- | ----- | -- | -- | -- | -- | -- | -- | -- | -- | -- | -- | -- | -- | -- | -- | -- | -- | -- | -- | -- | -- | -- | -- | -- |  |
| Equipo ╲ Jornada                  | Segafredo Virtus Bologna | 5  | 3  | 2  | 1  | 1  | 1  | 1  | 1  | 1  | 1     | 1  | 1  | 1  | 1  | 1  | 1  | 1  | 1  | 1  | 1  | 1  | 1  | 1  | 1  | 1  |    |    |    |    |    |    |    |    |  |
| Banco di Sardegna Sassari         | 1                        | 1  | 1  | 3  | 3  | 2  | 2  | 3  | 2  | 3  | 2     | 2  | 2  | 2  | 2  | 2  | 2  | 2  | 2  | 2  | 2  | 2  |    |    |    |    |    |    |    |    |    |    |    |    |  |
| Germani Basket Brescia            | 6                        | 4  | 5  | 5  | 4  | 7  | 4  | 4  | 4  | 4  | 7     | 7  | 6  | 4  | 4  | 3  | 3  | 3  | 3  | 3  | 3  | 3  |    |    |    |    |    |    |    |    |    |    |    |    |  |
| AX Armani Exchange Milano         | 2                        | 9  | 7  | 8  | 11 | 8  | 5  | 5  | 7  | 6  | 4     | 3  | 3  | 3  | 3  | 4  | 4  | 4  | 5  | 5  | 4  | 4  |    |    |    |    |    |    |    |    |    |    |    |    |  |
| Happy Casa Brindisi               | 10                       | 8  | 4  | 2  | 2  | 4  | 3  | 2  | 3  | 2  | 3     | 5  | 4  | 7  | 7  | 5  | 7  | 5  | 4  | 4  | 6  | 5  |    |    |    |    |    |    |    |    |    |    |    |    |  |
| Vanoli Cremona                    | 17                       | 7  | 9  | 12 | 9  | 12 | 14 | 13 | 10 | 8  | 5     | 4  | 7  | 5  | 5  | 8  | 5  | 6  | 6  | 6  | 5  | 6  |    |    |    |    |    |    |    |    |    |    |    |    |  |
| Umana Reyer Venezia               | 8                        | 11 | 12 | 9  | 13 | 9  | 13 | 10 | 13 | 10 | 12    | 10 | 12 | 10 | 8  | 6  | 8  | 8  | 7  | 7  | 7  | 7  |    |    |    |    |    |    |    |    |    |    |    |    |  |
| Pompea Fortitudo Bologna          | 4                        | 5  | 8  | 4  | 7  | 5  | 7  | 9  | 6  | 5  | 6     | 6  | 8  | 6  | 6  | 7  | 6  | 7  | 9  | 8  | 8  | 8  |    |    |    |    |    |    |    |    |    |    |    |    |  |
| Dolomiti Energia Trento           | 3                        | 2  | 6  | 7  | 14 | 11 | 10 | 6  | 9  | 13 | 8     | 12 | 14 | 14 | 12 | 10 | 11 | 10 | 12 | 10 | 9  | 9  |    |    |    |    |    |    |    |    |    |    |    |    |  |
| Openjobmetis Varese               | 16                       | 10 | 3  | 6  | 8  | 6  | 9  | 12 | 11 | 12 | 10 13 | 11 | 13 | 9  | 12 | 9  | 11 | 8  | 11 | 10 | 10 |    |    |    |    |    |    |    |    |    |    |    |    |    |  |
| S.Bernardo-Cinelandia Cantù       | 7                        | 6  | 10 | 13 | 10 | 14 | 8  | 11 | 14 | 14 | 15    | 14 | 13 | 12 | 11 | 11 | 10 | 9  | 10 | 12 | 11 | 11 |    |    |    |    |    |    |    |    |    |    |    |    |  |
| Grissin Bon Reggio Emilia         | 11                       | 12 | 11 | 11 | 6  | 3  | 6  | 7  | 8  | 7  | 9     | 11 | 10 | 11 | 14 | 9  | 12 | 12 | 11 | 9  | 12 | 12 |    |    |    |    |    |    |    |    |    |    |    |    |  |
| De' Longhi Treviso                | 15                       | 14 | 13 | 14 | 12 | 15 | 12 | 14 | 12 | 9  | 11    | 8  | 9  | 9  | 13 | 14 | 14 | 14 | 14 | 13 | 13 | 13 |    |    |    |    |    |    |    |    |    |    |    |    |  |
| Virtus Roma                       | 12                       | 16 | 14 | 10 | 5  | 10 | 11 | 8  | 5  | 11 | 13    | 9  | 5  | 8  | 10 | 13 | 13 | 13 | 13 | 14 | 14 | 14 |    |    |    |    |    |    |    |    |    |    |    |    |  |
| OriOra Pistoia                    | 14                       | 13 | 16 | 17 | 17 | 17 | 16 | 16 | 16 | 16 | 16    | 16 | 15 | 15 | 15 | 15 | 15 | 15 | 15 | 15 | 15 | 15 |    |    |    |    |    |    |    |    |    |    |    |    |  |
| Allianz Pallacanestro Trieste     | 9                        | 17 | 17 | 15 | 15 | 13 | 15 | 15 | 15 | 15 | 14    | 15 | 16 | 16 | 16 | 16 | 16 | 16 | 16 | 16 | 16 | 16 |    |    |    |    |    |    |    |    |    |    |    |    |  |
| Carpegna Prosciutto Basket Pesaro | 13                       | 15 | 15 | 16 | 16 | 16 | 17 | 17 | 17 | 17 | 17    | 17 | 17 | 17 | 17 | 17 | 17 | 17 | 17 | 17 | 17 | 17 | 17 | 17 | 17 | 17 | 17 |    |    |    |    |    |    |    |  |

### Resultados
| Local \ Visitante             | TRI   | AXM   | SAS    | PES    | TVS   | TRE    | BRE   | REG    | BRI    | VAR   | PIS    | FBO   | CTU   | VBO   | VEN    | CRE   | ROM    |
| ----------------------------- | ----- | ----- | ------ | ------ | ----- | ------ | ----- | ------ | ------ | ----- | ------ | ----- | ----- | ----- | ------ | ----- | ------ |
| Allianz Pallacanestro Trieste | —     | 67–85 | 83–82  |        | 69–61 |        | 76–74 |        | 72–80  | 62–92 |        | 89–69 | 86–96 | 85–89 | 72–81  |       |        |
| AX Armani Exchange Milano     | 88–73 | —     | 90–78  |        | 91–67 | 81–69  | 65–73 | 89–78  | 89–92  | 93–69 | 83–63  |       |       |       |        | 77–74 |        |
| Banco di Sardegna Sassari     | 59–65 |       | —      | 99–79  |       | 87–90  |       | 100–81 |        | 93–87 |        | 86–80 |       | 91–77 |        | 84–74 | 108–72 |
| Carpegna Prosciutto Pesaro    | 76–82 | 65–71 | 82–107 | —      |       | 95–101 |       | 65–90  | 77–103 |       |        | 72–80 | 72–87 | 79–94 |        | 63–74 |        |
| De' Longhi Treviso            |       | 53–75 | 79–101 |        | —     |        | 72–68 | 91–83  |        | 79–84 | 87–72  | 78–66 |       |       |        | 84–94 |        |
| Dolomiti Energia Trento       | 80–53 |       | 73–76  | 85–75  | 76–71 | —      | 63–56 | 81–103 | 78–67  |       | 88–75  |       | 79–71 | 77–83 | 90–79  | 79–89 | 82–88  |
| Germani Basket Brescia        | 76–74 | 78–72 |        | 101–74 |       | 92–66  | —     | 90–82  | 82–86  | 91–74 | 86–74  |       |       | 80–82 | 70–64  | 91–76 |        |
| Grissin Bon Reggio Emilia     | 87–86 |       |        |        |       | 76–84  | 81–87 | —      |        | 81–74 | 84–72  |       | 85–73 | 59–79 | 85–104 | 85–71 | 96–88  |
| Happy Casa Brindisi           |       | 74–77 | 77–83  | 108–99 | 81–74 |        | 88–78 | 87–72  | —      |       | 100–67 |       | 64–69 |       | 75–71  |       | 88–81  |
| Openjobmetis Varese           | 91–85 |       | 52–74  | 103–87 |       | 81–86  |       |        | 102–78 | —     |        | 83–60 |       |       | 93–91  |       | 99–69  |
| OriOra Pistoia                | 76–72 |       | 70–78  | 91–79  | 75–86 | 71–74  |       | 86–79  |        | 91–60 | —      |       | 77–69 | 78–88 |        | 84–71 | 67–81  |
| Pompea Fortitudo Bologna      |       | 85–80 |        | 77–80  | 77–69 | 93–68  | 74–88 | 86–69  | 78–72  | 79–76 | 82–71  | —     |       |       | 89–82  |       | 95–92  |
| S.Bernardo-Cinelandia Cantù   |       |       | 70–87  |        | 77–74 | 78–72  | 82–93 | 75–92  | 92–93  | 74–67 |        | 82–84 | —     |       | 81–77  |       | 74–76  |
| Segafredo Virtus Bologna      |       | 83–70 |        | 106–89 |       | 84–79  |       |        | 99–87  | 87–80 | 90–60  | 94–62 | 89–70 | —     | 75–70  |       | 74–67  |
| Umana Reyer Venezia           | 78–73 | 70–71 | 55–54  | 98–92  | 79–73 | 79–69  |       |        |        |       |        | 80–70 | 76–46 | 71–83 | —      | 67–55 | 79–77  |
| Vanoli Cremona                | 88–78 | 82–78 |        |        | 89–87 |        |       | 95–93  | 93–89  | 93–72 |        | 80–73 | 54–78 | 78–66 |        | —     | 103–92 |
| Virtus Roma                   | 82–72 | 73–79 |        | 92–83  | 69–81 |        | 53–83 |        | 63–87  |       | 80–81  | 79–75 |       | 68–97 |        | 97–94 | —      |

## Premios

### Mejor jugador de la jornada
| Jornada | Jugador            | Equipo                        | Val. | Ref.   |
| ------- | ------------------ | ----------------------------- | ---- | ------ |
| 1       | James Blackmon Jr. | Dolomiti Energia Trento       | 30   | [ 23 ] |
| 2       | Josh Mayo          | Openjobmetis Varese           | 43   | [ 24 ] |
| 3       | Adrian Banks       | Happy Casa Brindisi           | 42   | [ 25 ] |
| 4       | Tyler Stone        | Happy Casa Brindisi           | 36   | [ 26 ] |
| 5       | John Brown         | Happy Casa Brindisi           | 40   | [ 27 ] |
| 6       | Josh Mayo (2)      | Openjobmetis Varese           | 29   | [ 28 ] |
| 6       | Reggie Upshaw      | Grissin Bon Reggio Emilia     | 29   | [ 28 ] |
| 7       | Dyshawn Pierre     | Banco di Sardegna Sassari     | 29   | [ 29 ] |
| 8       | Jerome Dyson       | Virtus Roma                   | 27   | [ 30 ] |
| 9       | Julian Gamble      | Segafredo Virtus Bologna      | 33   | [ 31 ] |
| 10      | Adrian Banks (2)   | Happy Casa Brindisi           | 33   | [ 32 ] |
| 11      | Kodi Justice       | Allianz Pallacanestro Trieste | 31   | [ 33 ] |
| 12      | Wesley Saunders    | Vanoli Cremona                | 30   | [ 34 ] |
| 13      | Giancarlo Ferrero  | Openjobmetis Varese           | 35   | [ 35 ] |
| 14      | Henry Sims         | Pompea Fortitudo Bologna      | 42   | [ 36 ] |
| 15      | Kyle Weems         | Segafredo Virtus Bologna      | 31   | [ 37 ] |
| 16      | Dwayne Evans       | Banco di Sardegna Sassari     | 40   | [ 38 ] |
| 17      | Jason Clark        | Openjobmetis Varese           | 36   | [ 39 ] |
| 18      | Dyshawn Pierre (2) | Banco di Sardegna Sassari     | 40   | [ 40 ] |
| 19      | Dyshawn Pierre (3) | Banco di Sardegna Sassari     | 44   | [ 41 ] |
| 20      | Ethan Happ         | Vanoli Cremona                | 34   | [ 42 ] |
| 21      | Ethan Happ (2)     | Vanoli Cremona                | 27   | [ 43 ] |

## Estadísticas
Hasta el 26 de enero de 2020.
| Rank | Nombre          | Equipo                     | PPP  |
| ---- | --------------- | -------------------------- | ---- |
| 1.   | Adrian Banks    | Happy Casa Brindisi        | 21.2 |
| 2.   | Ethan Happ      | Vanoli Cremona             | 18.2 |
| 3.   | Jaylen Barford  | Carpegna Prosciutto Pesaro | 16.4 |
| 4.   | Josh Mayo       | Openjobmetis Varese        | 16.1 |
| 5.   | Terran Petteway | OriOra Pistoia             | 15.9 |

| Rank | Nombre          | Equipo                    | APP |
| ---- | --------------- | ------------------------- | --- |
| 1.   | Stefan Marković | Segafredo Virtus Bologna  | 6.7 |
| 2.   | Luca Vitali     | Germani Basket Brescia    | 6.5 |
| 3.   | Miloš Teodosić  | Segafredo Virtus Bologna  | 5.9 |
| 4.   | Gal Mekel       | Grissin Bon Reggio Emilia | 5.6 |
| 5.   | Aaron Craft     | Dolomiti Energia Trento   | 5.4 |

| Rank | Nombre          | Equipo                   | RPP |
| ---- | --------------- | ------------------------ | --- |
| 1.   | Henry Sims      | Pompea Fortitudo Bologna | 9.3 |
| 2.   | Jeremy Simmons  | Openjobmetis Varese      | 9.3 |
| 3.   | Ethan Happ      | Vanoli Cremona           | 8.8 |
| 4.   | Davon Jefferson | Virtus Roma              | 8.4 |
| 5.   | Angus Brandt    | OriOra Pistoia           | 7.6 |

| Rank | Nombre          | Equipo                    | VPP  |
| ---- | --------------- | ------------------------- | ---- |
| 1.   | Ethan Happ      | Vanoli Cremona            | 23.7 |
| 2.   | Henry Sims      | Pompea Fortitudo Bologna  | 23.1 |
| 3.   | Adrian Banks    | Happy Casa Brindisi       | 22.3 |
| 4.   | Davon Jefferson | Virtus Roma               | 20.4 |
| 5.   | Miro Bilan      | Banco di Sardegna Sassari | 19.7 |

### Otras estadísticas
| Categoría      | Jugador         | Equipo                      | Media |
| -------------- | --------------- | --------------------------- | ----- |
| Robos de balón | Aaron Craft     | Dolomiti Energia Trento     | 2.1   |
| Tapones        | Kevarrius Hayes | S.Bernardo-Cinelandia Cantù | 2.7   |
| Pérdidas       | Jerome Dyson    | Virtus Roma                 | 3.6   |
| %2P            | Josh Owens      | Grissin Bon Reggio Emilia   | 70.1  |
| %3P            | Michele Vitali  | Banco di Sardegna Sassari   | 52.0% |
| %TL            | Awudu Abass     | Germani Basket Brescia      | 90.7% |